# Cal Puntaire
Cal Puntaire és una obra eclèctica de Sant Feliu de Llobregat (Baix Llobregat) protegida com a Bé Cultural d'Interès Local.

## Descripció
Edifici de notables dimensions amb façana de composició simètrica segons l'eix que marca el cos central, dividit en dues franges. Una cornisa de divisió limita els dos cossos laterals. A destacar l'estuc de les franges verticals del cos central que reforça la composició vertical, i el capcer sinuós del coronament rematat amb un pinacles a cada un dels extrems de la façana.